# Xã Roubidoux, Quận Pulaski, Missouri
Xã Roubidoux (tiếng Anh: Roubidoux Township) là một xã thuộc quận Pulaski, tiểu bang Missouri, Hoa Kỳ. Năm 2010, dân số của xã này là 302 người.